# Лајл (Њујорк)
Лајл (енгл. Lisle) град је у америчкој савезној држави Њујорк.

## Демографија
По попису из 2010. године број становника је 320, што је 18 (6,0%) становника више него 2000. године.
| Група             | 2000.       | 2010.       |
| Белци             | 294 (97,4%) | 311 (97,2%) |
| Афроамериканци    | 2 (0,7%)    | 3 (0,9%)    |
| Азијати           | 0 (0,0%)    | 0 (0,0%)    |
| Хиспаноамериканци | 3 (1,0%)    | 2 (0,6%)    |
| Укупно            | 302         | 320         |